# Liste der Kirchen im Landkreis Jerichower Land
Diese Liste enthält die Kirchengebäude im Landkreis Jerichower Land in Sachsen-Anhalt (Stand per Herbst 2024).

## Liste
In der Liste sind 118 historische Kirchengebäude aufgeführt. Die Friedhofskapellen wurden hierbei nicht berücksichtigt. Die Sortierung erfolgt nach dem Ortsnamen. Sie kann durch Anklicken des kleinen Pfeilsymbols hinter der Spaltenüberschrift wahlweise geändert werden.
Der Großteil der Kirchen im Jerichower Land gehört zum evangelischen Kirchenkreis Elbe-Fläming (85) und zum Kirchenkreis Stendal (12) der Evangelischen Kirche in Mitteldeutschland. Zwei Kirchen gehören zur katholischen Pfarrei St. Johannes der Täufer zu Burg. Eine Adventistengemeinde befindet sich in Friedensau. Hinzu kommen 7 Kirchenruinen, eine Gutskapelle, profanierte und abgerissene Kirchen.

## A
| Bild | Ort           | Gemeinde | Kirchenkreis              | Pfarrbereich              | Name der Kirche          | Konfession  | Bemerkungen | Koordinaten |
| ---- | ------------- | -------- | ------------------------- | ------------------------- | ------------------------ | ----------- | ----------- | ----------- |
|      | Altenplathow  | Genthin  | Kirchenkreis Elbe-Fläming | Pfarrbereich Genthin      | Dorfkirche Altenplathow  | Evangelisch |             |             |
|      | Altenklitsche | Jerichow | Kirchenkreis Elbe-Fläming | Pfarrbereich Schlagenthin | Dorfkirche Altenklitsche | Evangelisch |             |             |

## B
| Bild | Ort          | Gemeinde   | Kirchenkreis                            | Pfarrbereich                            | Name der Kirche                  | Konfession  | Bemerkungen      | Koordinaten |
| ---- | ------------ | ---------- | --------------------------------------- | --------------------------------------- | -------------------------------- | ----------- | ---------------- | ----------- |
|      | Burg         | Burg       | Kirchenkreis Elbe-Fläming               | Pfarrbereich Burg                       | St. Nicolai (Unterkirche)        | Evangelisch |                  |             |
|      | Burg         | Burg       | Kirchenkreis Elbe-Fläming               | Pfarrbereich Burg                       | St. Petri                        | Evangelisch |                  |             |
|      | Burg         | Burg       | Kirchenkreis Elbe-Fläming               | Pfarrbereich Burg                       | Unser Lieben Frauen (Oberkirche) | Evangelisch |                  |             |
|      | Burg         | Burg       | Pfarrei St. Johannes der Täufer zu Burg | Pfarrei St. Johannes der Täufer zu Burg | St. Johannes der Täufer          | Katholisch  |                  |             |
|      | Biederitz    | Biederitz  | Kirchenkreis Elbe-Fläming               | Pfarrbereich Biederitz                  | Dorfkirche Biederitz             | Evangelisch |                  |             |
|      | Büden        | Möckern    |                                         |                                         | Kulturkirche Büden               |             | 1985 ausgebrannt |             |
|      | Belicke      | Jerichow   | Kirchenkreis Elbe-Fläming               | Pfarrbereich Genthin                    | Dorfkirche Belicke               | Evangelisch |                  |             |
|      | Bergzow      | Elbe-Parey | Kirchenkreis Elbe-Fläming               | Pfarrbereich Parey                      | Dorfkirche Bergzow               | Evangelisch |                  |             |
|      | Brietzke     | Möckern    | Kirchenkreis Elbe-Fläming               | Pfarrbereich Loburg                     | Dorfkirche Brietzke              | Evangelisch |                  |             |
|      | Brandenstein | Möckern    |                                         |                                         | St. Andreas                      | Evangelisch |                  |             |
|      | Brandenstein | Möckern    |                                         |                                         | Gutskapelle Brandenstein         |             |                  |             |

## D
| Bild | Ort         | Gemeinde   | Kirchenkreis              | Pfarrbereich         | Name der Kirche        | Konfession  | Bemerkungen   | Koordinaten |
| ---- | ----------- | ---------- | ------------------------- | -------------------- | ---------------------- | ----------- | ------------- | ----------- |
|      | Dannigkow   | Gommern    | Kirchenkreis Elbe-Fläming | Pfarrbereich Gommern | St. Jacobi             | Evangelisch |               |             |
|      | Detershagen | Burg       | Kirchenkreis Elbe-Fläming | Pfarrbereich Burg    | Dorfkirche Detershagen | Evangelisch |               |             |
|      | Drewitz     | Möckern    | Kirchenkreis Elbe-Fläming | Pfarrbereich Wollin  | Dorfkirche Drewitz     | Evangelisch |               |             |
|      | Dörnitz     | Möckern    | Kirchenkreis Elbe-Fläming | Pfarrbereich Wollin  | Dorfkirche Dörnitz     | Evangelisch |               |             |
|      | Dornburg    | Gommern    | Kirchenkreis Elbe-Fläming | Pfarrbereich Gommern | St. Christophorus      | Evangelisch | Schlosskirche |             |
|      | Dretzel     | Genthin    | Kirchenkreis Elbe-Fläming | Pfarrbereich Grabow  | St. Sophia             | Evangelisch |               |             |
|      | Derben      | Elbe-Parey | Kirchenkreis Elbe-Fläming | Pfarrbereich Parey   | Dorfkirche Derben      | Evangelisch |               |             |
|      | Dalchau     | Möckern    | Kirchenkreis Elbe-Fläming | Pfarrbereich Loburg  | St. Annen              | Evangelisch |               |             |

## F
| Bild | Ort        | Gemeinde   | Kirchenkreis              | Pfarrbereich       | Name der Kirche      | Konfession                 | Bemerkungen | Koordinaten |
| ---- | ---------- | ---------- | ------------------------- | ------------------ | -------------------- | -------------------------- | ----------- | ----------- |
|      | Ferchland  | Elbe-Parey | Kirchenkreis Elbe-Fläming | Pfarrbereich Parey | Dorfkirche Ferchland | Evangelisch                |             |             |
|      | Friedensau | Möckern    |                           |                    | Kapelle Friedensau   | Siebenten-Tags-Adventisten |             |             |

## G
| Bild | Ort       | Gemeinde                       | Kirchenkreis                    | Pfarrbereich                    | Name der Kirche      | Konfession  | Bemerkungen    | Koordinaten |
| ---- | --------- | ------------------------------ | ------------------------------- | ------------------------------- | -------------------- | ----------- | -------------- | ----------- |
|      | Gütter    | Burg                           | Kirchenkreis Elbe-Fläming       | Pfarrbereich Burg               | Dorfkirche Gütter    | Evangelisch | Wehrkirche     |             |
|      | Grabow    | Möckern                        | Kirchenkreis Elbe-Fläming       | Pfarrbereich Grabow             | Dorfkirche Grabow    | Evangelisch |                |             |
|      | Gerwisch  | Biederitz                      | Kirchenkreis Elbe-Fläming       | Pfarrbereich Biederitz          | Dorfkirche Gerwisch  | Evangelisch | Schinkelkirche |             |
|      | Gommern   | Gommern                        | Kirchenkreis Elbe-Fläming       | Pfarrbereich Gommern            | St. Trinitatis       | Evangelisch |                |             |
|      | Güsen     | Elbe-Parey                     | Kirchenkreis Elbe-Fläming       | Pfarrbereich Parey              | Dorfkirche Güsen     | Evangelisch |                |             |
|      | Gladau    | Genthin                        | Kirchenkreis Elbe-Fläming       | Pfarrbereich Grabow             | Dorfkirche Gladau    | Evangelisch |                |             |
|      | Genthin   | Genthin                        | Kirchenkreis Elbe-Fläming       | Pfarrbereich Genthin            | St. Trinitatis       | Evangelisch |                |             |
|      | Gommern   | Gommern                        | Pfarrei St. Johannes der Täufer | Pfarrei St. Johannes der Täufer | Herz Jesu            | Katholisch  |                |             |
|      | Gübs      | Biederitz                      | Kirchenkreis Elbe-Fläming       | Pfarrbereich Biederitz          | Dorfkirche Gübs      | Evangelisch |                |             |
|      | Göbel     | Möckern                        | Kirchenkreis Elbe-Fläming       | Pfarrbereich Loburg             | Dorfkirche Göbel     | Evangelisch |                |             |
|      | Gloine    | Truppenübungsplatz Altengrabow |                                 |                                 | Dorfkirche Gloine    | Evangelisch | Zerstört       |             |
|      | Glienicke | Möckern                        |                                 |                                 | Kirchruine Glienicke |             |                |             |

## H
| Bild | Ort         | Gemeinde   | Kirchenkreis              | Pfarrbereich         | Name der Kirche        | Konfession  | Bemerkungen | Koordinaten |
| ---- | ----------- | ---------- | ------------------------- | -------------------- | ---------------------- | ----------- | ----------- | ----------- |
|      | Hohenziatz  | Möckern    | Kirchenkreis Elbe-Fläming | Pfarrbereich Möckern | St. Stephanus          | Evangelisch |             |             |
|      | Hohenwarthe | Möser      | Kirchenkreis Elbe-Fläming | Pfarrbereich Möser   | Dorfkirche Hohenwarthe | Evangelisch |             |             |
|      | Hobeck      | Möckern    | Kirchenkreis Elbe-Fläming | Pfarrbereich Loburg  | St. Judae              | Evangelisch |             |             |
|      | Hohenseeden | Elbe-Parey | Kirchenkreis Elbe-Fläming | Pfarrbereich Grabow  | Dorfkirche Hohenseeden | Evangelisch |             |             |

## I
| Bild | Ort       | Gemeinde | Kirchenkreis              | Pfarrbereich        | Name der Kirche      | Konfession  | Bemerkungen | Koordinaten |
| ---- | --------- | -------- | ------------------------- | ------------------- | -------------------- | ----------- | ----------- | ----------- |
|      | Isterbies | Möckern  | Kirchenkreis Elbe-Fläming | Pfarrbereich Loburg | Dorfkirche Isterbies | Evangelisch |             |             |
|      | Ihleburg  | Burg     | Kirchenkreis Elbe-Fläming | Pfarrbereich Burg   | Dorfkirche Ihleburg  | Evangelisch |             |             |

## J
| Bild | Ort      | Gemeinde | Kirchenkreis         | Pfarrbereich          | Name der Kirche                                                            | Konfession  | Bemerkungen | Koordinaten |
| ---- | -------- | -------- | -------------------- | --------------------- | -------------------------------------------------------------------------- | ----------- | ----------- | ----------- |
|      | Jerichow | Jerichow | Kirchenkreis Stendal | Pfarrbereich Jerichow | Kloster Jerichow - Prämonstratenserstiftskirche St. Marien und St. Nikolai | Evangelisch |             |             |
|      | Jerichow | Jerichow | Kirchenkreis Stendal | Pfarrbereich Jerichow | Stadtkirche Jerichow                                                       | Evangelisch |             |             |
|      | Jerichow | Jerichow |                      |                       | Waldkirche Jerichow                                                        |             |             |             |

## K
| Bild | Ort               | Gemeinde | Kirchenkreis              | Pfarrbereich              | Name der Kirche              | Konfession  | Bemerkungen | Koordinaten |
| ---- | ----------------- | -------- | ------------------------- | ------------------------- | ---------------------------- | ----------- | ----------- | ----------- |
|      | Klein Lübars      | Möckern  | Kirchenkreis Elbe-Fläming | Pfarrbereich Möckern      | St. Timothei                 | Evangelisch |             |             |
|      | Klein Mangelsdorf | Jerichow | Kirchenkreis Stendal      | Pfarrbereich Jerichow     | Dorfkirche Klein Mangelsdorf | Evangelisch |             |             |
|      | Körbelitz         | Möser    | Kirchenkreis Elbe-Fläming | Pfarrbereich Möser        | St. Pancrazii                | Evangelisch |             |             |
|      | Krüssau           | Möckern  | Kirchenkreis Elbe-Fläming | Pfarrbereich Grabow       | St. Jacobus                  | Evangelisch |             |             |
|      | Karow             | Jerichow | Kirchenkreis Elbe-Fläming | Pfarrbereich Genthin      | Barock-Kirche Karow          | Evangelisch |             |             |
|      | Kade              | Jerichow | Kirchenkreis Elbe-Fläming | Pfarrbereich Genthin      | Dorfkirche Kade              | Evangelisch |             |             |
|      | Klein Wusterwitz  | Jerichow | Kirchenkreis Elbe-Fläming | Pfarrbereich Schlagenthin | Dorfkirche Kleinwusterwitz   | Evangelisch |             |             |
|      | Klein Wulkow      | Jerichow | Kirchenkreis Stendal      | Pfarrbereich Jerichow     | Dorfkirche Kleinwulkow       | Evangelisch |             |             |
|      | Klietznick        | Jerichow | Kirchenkreis Stendal      | Pfarrbereich Jerichow     | Dorfkirche Klietznick        | Evangelisch |             |             |
|      | Kalitz            | Möckern  | Kirchenkreis Elbe-Fläming | Pfarrbereich Loburg       | Dorfkirche Kalitz            | Evangelisch |             |             |
|      | Klepps            | Möckern  | Kirchenkreis Elbe-Fläming | Pfarrbereich Loburg       | Dorfkirche Klepps            | Evangelisch |             |             |
|      | Karith            | Gommern  | Kirchenkreis Elbe-Fläming | Pfarrbereich Gommern      | St. Dorothea                 | Evangelisch |             |             |

## L
| Bild | Ort          | Gemeinde | Kirchenkreis              | Pfarrbereich          | Name der Kirche                    | Konfession  | Bemerkungen     | Koordinaten |
| ---- | ------------ | -------- | ------------------------- | --------------------- | ---------------------------------- | ----------- | --------------- | ----------- |
|      | Lostau       | Möser    | Kirchenkreis Elbe-Fläming | Pfarrbereich Möser    | Dorfkirche Lostau                  | Evangelisch |                 |             |
|      | Leitzkau     | Gommern  | Kirchenkreis Elbe-Fläming | Pfarrbereich Leitzkau | Stiftskirche Sancta Maria in monte | Evangelisch |                 |             |
|      | Leitzkau     | Gommern  | Kirchenkreis Elbe-Fläming | Pfarrbereich Leitzkau | St. Petri                          | Evangelisch |                 |             |
|      | Ladeburg     | Gommern  | Kirchenkreis Elbe-Fläming | Pfarrbereich Leitzkau | Dorfkirche Ladeburg                | Evangelisch |                 |             |
|      | Loburg       | Möckern  | Kirchenkreis Elbe-Fläming | Pfarrbereich Loburg   | St. Laurentius                     | Evangelisch |                 |             |
|      | Loburg       | Möckern  |                           |                       | Unser Lieben Frauen                |             | Kirchenruine    |             |
|      | Loburg       | Möckern  |                           |                       | St. Marien                         |             | 2018 profaniert |             |
|      | Lühe         | Möckern  | Kirchenkreis Elbe-Fläming | Pfarrbereich Möckern  | St. Ulrich                         | Evangelisch |                 |             |
|      | Lübs         | Gommern  | Kirchenkreis Elbe-Fläming | Pfarrbereich Leitzkau | St. Philippi                       | Evangelisch |                 |             |
|      | Lübs         | Gommern  |                           |                       | Kirchenruine Klein Lübs            | Evangelisch |                 |             |
|      | Lübars       | Möckern  | Kirchenkreis Elbe-Fläming | Pfarrbereich Möckern  | St. Barnabas                       | Evangelisch |                 |             |
|      | Lüttgenziatz | Möckern  | Kirchenkreis Elbe-Fläming | Pfarrbereich Möckern  | Dorfkirche Lüttgenziatz            | Evangelisch |                 |             |

## M
| Bild | Ort              | Gemeinde | Kirchenkreis              | Pfarrbereich           | Name der Kirche                          | Konfession  | Bemerkungen | Koordinaten |
| ---- | ---------------- | -------- | ------------------------- | ---------------------- | ---------------------------------------- | ----------- | ----------- | ----------- |
|      | Magdeburgerforth | Möckern  | Kirchenkreis Elbe-Fläming | Pfarrbereich Wollin    | Dorfkirche Magdeburgerforth (Waldkirche) | Evangelisch |             |             |
|      | Möser            | Möser    | Kirchenkreis Elbe-Fläming | Pfarrbereich Möser     | Kirche Möser                             | Evangelisch |             |             |
|      | Menz             | Gommern  | Kirchenkreis Elbe-Fläming | Pfarrbereich Biederitz | St. Paulus                               | Evangelisch | Bergkirche  |             |
|      | Möckern          | Möckern  | Kirchenkreis Elbe-Fläming | Pfarrbereich Möckern   | St. Laurentius                           | Evangelisch |             |             |
|      | Mützel           | Genthin  | Kirchenkreis Elbe-Fläming | Pfarrbereich Genthin   | Dorfkirche Mützel                        | Evangelisch |             |             |
|      | Mangelsdorf      | Jerichow | Kirchenkreis Stendal      | Pfarrbereich Jerichow  | Dorfkirche Mangelsdorf                   | Evangelisch |             |             |

## N
| Bild | Ort           | Gemeinde | Kirchenkreis              | Pfarrbereich              | Name der Kirche          | Konfession  | Bemerkungen | Koordinaten |
| ---- | ------------- | -------- | ------------------------- | ------------------------- | ------------------------ | ----------- | ----------- | ----------- |
|      | Nedlitz       | Gommern  | Kirchenkreis Elbe-Fläming | Pfarrbereich Biederitz    | St. Nicolaus             | Evangelisch |             |             |
|      | Niegripp      | Burg     | Kirchenkreis Elbe-Fläming | Pfarrbereich Möser        | Dorfkirche Niegripp      | Evangelisch | Kreuzkirche |             |
|      | Neuenklitsche | Jerichow | Kirchenkreis Elbe-Fläming | Pfarrbereich Schlagenthin | Dorfkirche Neuenklitsche | Evangelisch |             |             |
|      | Nielebock     | Jerichow | Kirchenkreis Stendal      | Pfarrbereich Jerichow     | Dorfkirche Nielebock     | Evangelisch |             |             |

## P
| Bild | Ort     | Gemeinde   | Kirchenkreis              | Pfarrbereich          | Name der Kirche        | Konfession  | Bemerkungen | Koordinaten |
| ---- | ------- | ---------- | ------------------------- | --------------------- | ---------------------- | ----------- | ----------- | ----------- |
|      | Parchau | Burg       | Kirchenkreis Elbe-Fläming | Pfarrbereich Burg     | Dorfkirche Parchau     | Evangelisch |             |             |
|      | Parchen | Genthin    | Kirchenkreis Elbe-Fläming | Pfarrbereich Genthin  | Dorfkirche Parchen     | Evangelisch |             |             |
|      | Parey   | Elbe-Parey | Kirchenkreis Elbe-Fläming | Pfarrbereich Parey    | Heilige Dreifaltigkeit | Evangelisch |             |             |
|      | Paplitz | Genthin    | Kirchenkreis Elbe-Fläming | Pfarrbereich Wollin   | Dorfkirche Paplitz     | Evangelisch |             |             |
|      | Prödel  | Gommern    | Kirchenkreis Elbe-Fläming | Pfarrbereich Leitzkau | St. Sebastian          | Evangelisch |             |             |
|      | Pöthen  | Gommern    |                           |                       | Gutskapelle Pöthen     | Evangelisch |             |             |

## R
| Bild | Ort         | Gemeinde | Kirchenkreis              | Pfarrbereich              | Name der Kirche        | Konfession  | Bemerkungen | Koordinaten |
| ---- | ----------- | -------- | ------------------------- | ------------------------- | ---------------------- | ----------- | ----------- | ----------- |
|      | Rosian      | Möckern  | Kirchenkreis Elbe-Fläming | Pfarrbereich Loburg       | Unser Lieben Frauen    | Evangelisch |             |             |
|      | Ringelsdorf | Gethin   | Kirchenkreis Elbe-Fläming | Pfarrbereich Wollin       | Dorfkirche Ringelsdorf | Evangelisch |             |             |
|      | Rietzel     | Möckern  | Kirchenkreis Elbe-Fläming | Pfarrbereich Grabow       | Dorfkirche Rietzel     | Evangelisch |             |             |
|      | Reesen      | Burg     | Kirchenkreis Elbe-Fläming | Pfarrbereich Burg         | Dorfkirche Reesen      | Evangelisch |             |             |
|      | Roßdorf     | Jerichow | Kirchenkreis Elbe-Fläming | Pfarrbereich Schlagenthin | Dorfkirche Roßdorf     | Evangelisch |             |             |
|      | Redekin     | Jerichow | Kirchenkreis Stendal      | Pfarrbereich Jerichow     | Dorfkirche Redekin     | Evangelisch |             |             |

## S
| Bild | Ort          | Gemeinde | Kirchenkreis              | Pfarrbereich              | Name der Kirche                | Konfession  | Bemerkungen | Koordinaten |
| ---- | ------------ | -------- | ------------------------- | ------------------------- | ------------------------------ | ----------- | ----------- | ----------- |
|      | Schermen     | Möser    | Kirchenkreis Elbe-Fläming | Pfarrbereich Möser        | Dorfkirche Schermen            | Evangelisch |             |             |
|      | Schweinitz   | Möckern  | Kirchenkreis Elbe-Fläming | Pfarrbereich Loburg       | Dorfkirche Schweinitz          | Evangelisch |             |             |
|      | Stegelitz    | Möckern  | Kirchenkreis Elbe-Fläming | Pfarrbereich Möckern      | St. Petri                      | Evangelisch |             |             |
|      | Steinitz     | Jerichow | Kirchenkreis Stendal      | Pfarrbereich Möckern      | Dorfkirche Steinitz (Jerichow) | Evangelisch |             |             |
|      | Schartau     | Burg     | Kirchenkreis Elbe-Fläming | Pfarrbereich Möser        | St. Sebastian                  | Evangelisch |             |             |
|      | Stresow      | Möckern  | Kirchenkreis Elbe-Fläming | Pfarrbereich Grabow       | Dorfkirche Stresow             | Evangelisch |             |             |
|      | Schlagenthin | Jerichow | Kirchenkreis Elbe-Fläming | Pfarrbereich Schlagenthin | Dorfkirche Schlagenthin        | Evangelisch |             |             |
|      | Scharteucke  | Jerichow | Kirchenkreis Stendal      | Pfarrbereich Jerichow     | Dorfkirche Scharteucke         | Evangelisch |             |             |
|      | Seedorf      | Jerichow | Kirchenkreis Stendal      | Pfarrbereich Jerichow     | Dorfkirche Seedorf             | Evangelisch |             |             |

## T
| Bild | Ort       | Gemeinde | Kirchenkreis              | Pfarrbereich         | Name der Kirche    | Konfession  | Bemerkungen | Koordinaten |
| ---- | --------- | -------- | ------------------------- | -------------------- | ------------------ | ----------- | ----------- | ----------- |
|      | Theeßen   | Möckern  | Kirchenkreis Elbe-Fläming | Pfarrbereich Grabow  | St. Margarethen    | Evangelisch |             |             |
|      | Tryppehna | Möckern  | Kirchenkreis Elbe-Fläming | Pfarrbereich Möckern | St. Marien         | Evangelisch |             |             |
|      | Tucheim   | Genthin  | Kirchenkreis Elbe-Fläming | Pfarrbereich Wollin  | Dorfkirche Tucheim | Evangelisch |             |             |

## V
| Bild | Ort     | Gemeinde | Kirchenkreis              | Pfarrbereich         | Name der Kirche | Konfession  | Bemerkungen | Koordinaten |
| ---- | ------- | -------- | ------------------------- | -------------------- | --------------- | ----------- | ----------- | ----------- |
|      | Vehlitz | Gommern  | Kirchenkreis Elbe-Fläming | Pfarrbereich Gommern | St. Stephanus   | Evangelisch |             |             |

## W
| Bild | Ort         | Gemeinde  | Kirchenkreis              | Pfarrbereich           | Name der Kirche     | Konfession  | Bemerkungen | Koordinaten |
| ---- | ----------- | --------- | ------------------------- | ---------------------- | ------------------- | ----------- | ----------- | ----------- |
|      | Wahlitz     | Gommern   | Kirchenkreis Elbe-Fläming | Pfarrbereich Biederitz | St. Dorotheen       | Evangelisch |             |             |
|      | Wörmlitz    | Möckern   | Kirchenkreis Elbe-Fläming | Pfarrbereich Möser     | Dorfkirche Wörmlitz | Evangelisch |             |             |
|      | Wallwitz    | Möckern   | Kirchenkreis Elbe-Fläming | Pfarrbereich Möckern   | St. Timothei        | Evangelisch |             |             |
|      | Wulkow      | Jerichow  | Kirchenkreis Stendal      | Pfarrbereich Jerichow  | St. Anna            | Evangelisch |             |             |
|      | Woltersdorf | Biederitz | Kirchenkreis Elbe-Fläming | Pfarrbereich Biederitz | Burg                | Evangelisch |             |             |

## Z
| Bild | Ort        | Gemeinde   | Kirchenkreis              | Pfarrbereich              | Name der Kirche       | Konfession  | Bemerkungen | Koordinaten |
| ---- | ---------- | ---------- | ------------------------- | ------------------------- | --------------------- | ----------- | ----------- | ----------- |
|      | Zeppernick | Möckern    | Kirchenkreis Elbe-Fläming | Pfarrbereich Loburg       | Dorfkirche Zeppernick | Evangelisch |             |             |
|      | Ziepel     | Möckern    | Kirchenkreis Elbe-Fläming | Pfarrbereich Möckern      | St. Markus            | Evangelisch |             |             |
|      | Zerben     | Elbe-Parey | Kirchenkreis Elbe-Fläming | Pfarrbereich Parey        | Dorfkirche Zerben     | Evangelisch |             |             |
|      | Zabakuck   | Jerichow   | Kirchenkreis Elbe-Fläming | Pfarrbereich Schlagenthin | Dorfkirche Zabakuck   | Evangelisch |             |             |
|      | Zeddenick  | Möckern    | Kirchenkreis Elbe-Fläming | Pfarrbereich Möckern      | St. Elisabeth         | Evangelisch |             |             |